# Boarmia adelphodes
Boarmia adelphodes là một loài bướm đêm trong họ Geometridae.